# Plan- og Landdistriktsstyrelsen
Plan- og Landdistriktsstyrelsen er en styrelse under By-, Land- og Kirkeministeriet, der har ansvaret for fysisk planlægning og byudvikling samt udvikling af landdistrikter og øsamfund.
Styrelsen blev oprettet i forbindelse med dannelsen af SVM-regeringen i 2022, hvor ressortansvaret for planlægning og landdistrikter, der hidtil havde hørt under Indenrigs- og Boligministeriet blev overflyttet til Kirkeministeriet. Den nydannede styrelse overtog således en del af opgaverne fra Bolig- og Planstyrelsen, dog sådan at ressortansvaret for boligområdet overførtes til Social- og Boligstyrelsen.
Plan- og Landdistriktsstyrelsen har foruden ansvaret for planloven også ansvaret for lovgivningen om eksempelvis sommerhuse, camping og kolonihaver.
Samlet beskæftiger styrelsen cirka 110 medarbejdere. Christian Vind har siden januar 2024 været direktør for styrelsen.
Styrelsen har sammen med Energistyrelsen og Bygningsstyrelsen til huse i et nybygget kontorhus ved Dybbølsbro i København.